# Richard Holmes (cầu thủ bóng đá)
Richard Holmes (sinh ngày 7 tháng 11 năm 1980 ở Grantham, Anh) là một cựu cầu thủ bóng đá thi đấu ở Football League cho Notts County. Anh từng thi đấu theo dạng cho mượn tại Hereford United ở Conference National. Holmes lớn lên ở Bottesford, Leicestershire.